# Zaw Min Tun
Zaw Min Tun (en birman : ဇော်မင်းထွန်း, également orthographié Zaw Min Htun) est un général de l'armée birmane et vice-ministre de l'information, servant simultanément de chef de l'équipe d'information des forces armées birmanes et de chef de l'équipe de presse du Conseil administratif d'État. Il est également un porte-parole principal de l'Armée de terre birmane,,,.
Zaw Min Tun est diplômé de la 37e promotion de l'Académie des services de défense.

## Jeunesse et éducation

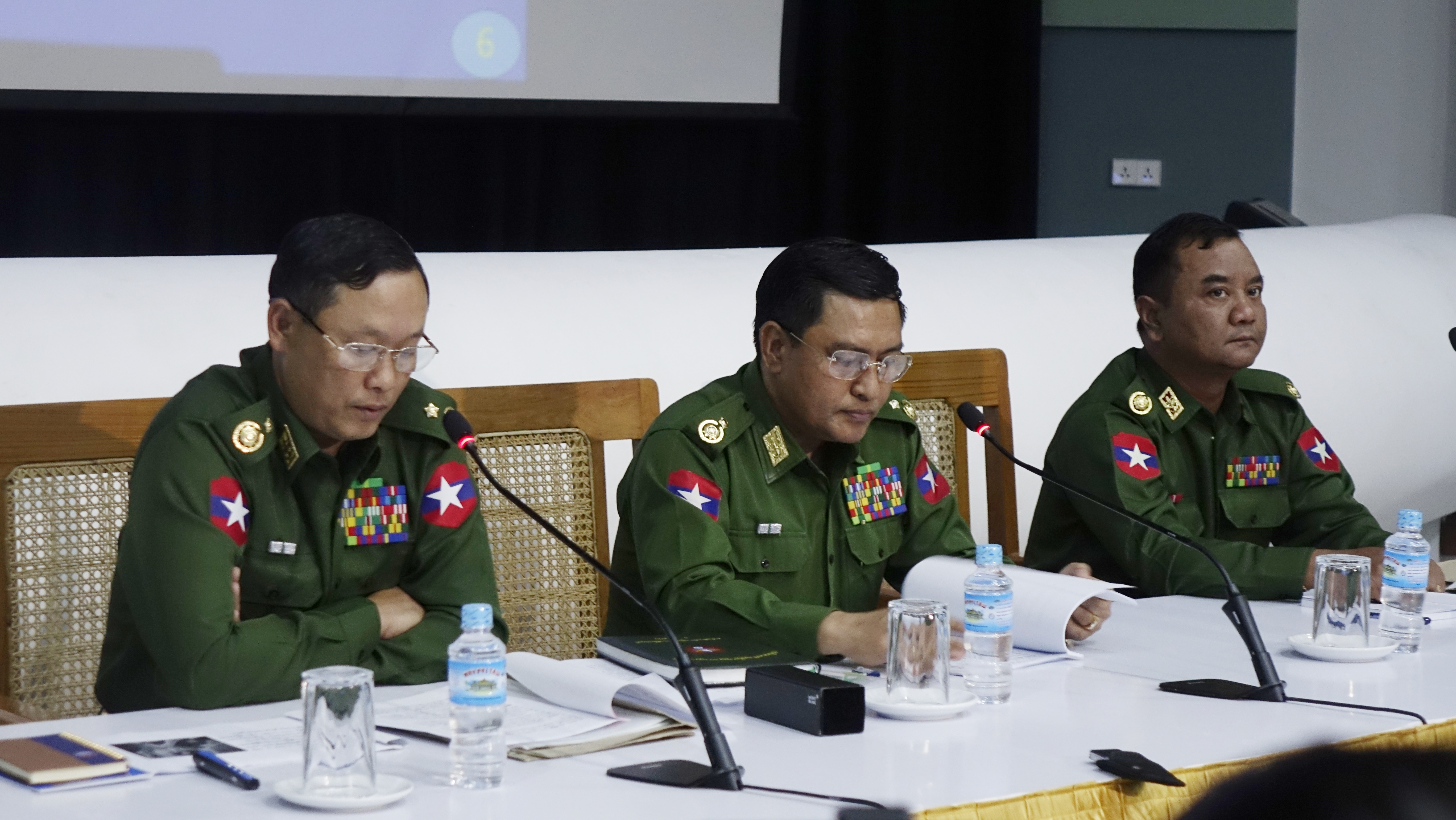
Zaw Min Tun (à l'extrême droite), lors d'une conférence de presse de l'équipe d'information True News de Tatmadaw le 18 janvier 2019

Zaw Min Tun est né à Yenanchaung, une ville du centre de la Birmanie, connue pour son importance historique dans le paysage administratif du pays,. Ayant grandi dans une région qui a produit plusieurs personnalités militaires clés, la jeunesse de Zaw Min Tun a été façonnée par l’environnement politique plus large du Myanmar, qui a connu des transitions importantes au cours de ses années de formation. En tant que jeune homme, Zaw Min Tun a rejoint l’Académie des services de défense (DSA), la principale institution militaire du Myanmar, où il a reçu une formation rigoureuse en tactiques militaires, leadership et stratégies de communication,. La DSA, qui forme de nombreux hauts responsables militaires du Myanmar, a joué un rôle déterminant dans le développement précoce de Zaw Min Tun, le préparant aux exigences uniques des opérations militaires et aux subtilités des relations publiques dans un environnement politiquement sensible. Son passage à l’académie l’a exposé aux éléments techniques et stratégiques du leadership militaire, mais il a également souligné le rôle des personnalités militaires dans la formation de la perception du public, en particulier dans les régimes où l’armée détient un pouvoir politique important. Le contact précoce de Zaw Min Tun avec ces éléments a préfiguré sa future carrière de porte-parole de la Tatmadaw et de personnage clé dans les stratégies de communication politique employées par la junte militaire du Myanmar.
Au-delà de son éducation, les relations personnelles de Zaw Min Tun au sein des cercles militaires et politiques du Myanmar ont également contribué à son ascension. Il a entretenu une relation notable avec Zaw Htay, l’ancien porte-parole de la Ligue nationale pour la démocratie (LND), un parti symbole de l’opposition démocratique à l’armée, dirigée par la conseillère d’État Aung San Suu Kyi,. Leurs origines communes dans le centre du Myanmar rappellent les profondes divisions politiques qui ont façonné l’histoire récente du pays. Le plaidoyer de Zaw Htay en faveur de la démocratie contraste avec l’alignement de Zaw Min Tun sur l’establishment militaire, mettant en évidence les lignes de fracture politiques plus larges qui ont influencé la gouvernance du Myanmar depuis le coup d’État,.
Tout au long de sa carrière, les responsabilités croissantes de Zaw Min Tun au sein de l’armée lui ont permis de participer à des discussions de haut niveau sur la sécurité nationale et les messages publics. Il a acquis une connaissance approfondie du paysage médiatique birman, reconnaissant l’importance de façonner les récits dans un environnement politiquement chargé. Cette connaissance s’est avérée plus tard inestimable lorsqu’il a assumé des rôles de premier plan dans la communication militaire, en particulier lors de moments critiques de l’histoire du pays, comme le coup d’État militaire de 2021. La formation scolaire et militaire de Zaw Min Tun lui a fourni une base solide pour son ascension vers des postes clés au sein du gouvernement et de l’armée. Au fil du temps, il est devenu une figure de proue dans l’élaboration et la communication du point de vue de l’armée, influençant le discours politique du Myanmar pendant les périodes d’instabilité,.

## Carrière militaire

Zaw Min Tun lors d'une interview avec Voice of America le 27 mars 2023

La carrière militaire de Zaw Min Tun s’étend sur plusieurs moments clés de l’histoire moderne du Myanmar, ce qui en fait une figure importante au sein de la Tatmadaw, la force militaire du pays,. Sa trajectoire reflète un engagement croissant dans les opérations militaires et, surtout, dans la gestion de la communication militaire, en particulier pendant les périodes de crise politique intense.
Le 5 février 2021, il a été nommé chef de l’équipe de presse du Conseil d’administration de l’État (SAC) et chef de l’équipe d’information sur les nouvelles vraies de la Tatmadaw. Peu de temps après, le 7 février 2021, il est devenu vice-ministre de l’Information. Alors que la situation politique du Myanmar se détériorait rapidement, Zaw Min Tun a été nommé à deux postes influents,. Ces nominations ont eu lieu quelques jours seulement après le coup d’État de février 2021, qui a renversé le gouvernement démocratiquement élu d’Aung San Suu Kyi et plongé le pays dans la tourmente. Bien qu’il détienne le titre de vice-ministre, Zaw Min Tun exerce souvent une influence considérable, dépassant parfois celle du ministre actuel, l’ancien général de division Maung Maung Ohn,. Son rôle dans la supervision de la stratégie de communication de l’armée a été au cœur des efforts de la junte pour gérer les récits nationaux et internationaux autour du coup d’État et de ses conséquences. Son association étroite avec le commandant en chef des services de défense, le général Min Aung Hlaing, souligne encore davantage son rôle important au sein de l’establishment militaire.
L’un des événements les plus marquants de la carrière récente de Zaw Min Tun a été la mort de son neveu, le lieutenant-colonel Thet Paing Tun, commandant du bataillon khmer 119. Sa mort, après la défaite de l’armée lors de la bataille de Sain Taung et sa capture ultérieure par les troupes de l’Armée de l’indépendance kachin (KIA) et des Forces de défense du peuple (PDF), a été un rappel poignant du conflit en cours et des enjeux personnels impliqués dans les confrontations militaires au Myanmar.
Dans le cadre de ses fonctions, Zaw Min Tun a dirigé une série de conférences de presse visant à légitimer les actions du SAC et à défendre le rôle de l’armée dans ce qu’elle prétend être une intervention nécessaire pour préserver la sécurité nationale. Par ces interventions médiatiques, Zaw Min Tun a cherché à justifier les actions de l’armée, à rejeter les accusations de violations des droits de l’homme et à répondre à la condamnation internationale croissante du coup d’État. Sa capacité à présenter les actions de l’armée sous un jour favorable a fait de lui l’un des porte-parole les plus visibles et les plus influents du régime. En tant que vice-ministre de l’Information du gouvernement, il est directement responsable des médias d’État, gérant la transmission des informations officielles et façonnant la perception du public par ces canaux.
Outre son rôle dans la communication, la carrière de Zaw Min Tun a également été marquée par des engagements militaires de haut niveau. Avant sa nomination au SAC, il a occupé des postes importants au sein de la Direction des relations publiques et de la guerre psychologique, où il était chargé de gérer l’image publique de l’armée et de répondre au mécontentement croissant de la population birmane. Le rôle de Zaw Min Tun dans la gestion de la réponse à l’offensive de l’opération 1027 qui a eu lieu le 27 octobre 2023, et qui est toujours en cours, menée par l’Alliance des trois confréries, composée de l’Armée d’Arakan, de l’Armée de l’Alliance nationale démocratique du Myanmar et de l’Armée de libération nationale Ta’ang, dans le nord de l’État Shan, a souligné sa capacité à gérer des opérations militaires sensibles et à les communiquer au public de manière à soutenir les objectifs de l’armée,.
Les efforts de leadership et de communication de Zaw Min Tun ont dépassé les frontières nationales. Ses réponses aux critiques internationales, notamment concernant le rôle de l’armée dans le coup d’État et les violences qui ont suivi, ont été un élément clé de son image publique. Dans les forums internationaux, il a souvent représenté les intérêts de l’armée, tentant de détourner les critiques sur le bilan du Myanmar en matière de droits de l’homme et de promouvoir la vision de la junte en matière de gouvernance,.

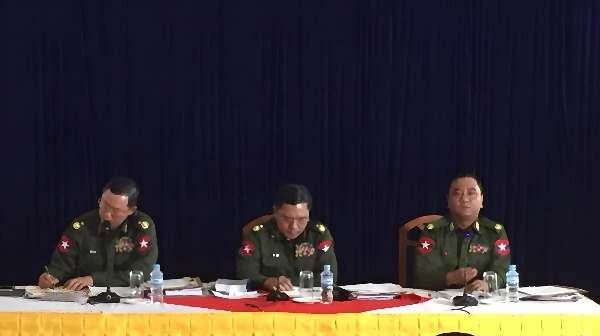
Zaw Min Tun (à l'extrême droite), lors d'une réunion de l'équipe d'information de la Tatmadaw True News le 23 février 2019

## Vie privée
Zaw Min Tun est marié à Thin Thin Aung et a un enfant. Bien que les détails de leur vie privée soient relativement discrets, leurs apparitions publiques ensemble lors d’événements militaires et de fonctions gouvernementales révèlent un couple profondément intégré dans les sphères politique et militaire du Myanmar. Leur participation publique à des événements de grande envergure, notamment des défilés militaires et des cérémonies d’État, souligne leur rôle dans la structure dirigeante du pays.
Si le couple maintient une vie privée, sa visibilité lors d’événements officiels met en évidence l’imbrication des vies personnelles et politiques parmi les hauts responsables militaires du Myanmar. Ce mélange de présence professionnelle et personnelle lors d’événements publics joue un rôle important dans le renforcement de la légitimité des dirigeants militaires et de leur contrôle permanent sur le paysage politique du pays.